# 孫芝華
孫芝華，河南虞城人。清朝政治人物、進士出身。

## 生平
順治三年（1646年），登丙戌科進士。授聞喜縣知縣。